# Андрей Рублёв (монеты)
Андрей Рублёв (монеты) — серия памятных монет Центрального банка Российской Федерации, посвящённых мастеру иконописи.

Андре́й Рублёв (около 1375/80. — 17 октября 1428, Москва; погребён в Спасо-Андрониковом монастыре) — наиболее известный и почитаемый мастер московской школы иконописи, книжной и монументальной живописи XV века. Поместным собором Русской православной церкви в 1988 году канонизирован в лике преподобного.

## История выпуска
В данной серии четыре монеты, все они выполнены из драгоценных металлов, в данном случае — из серебра и золота. Отчеканены в конце мая 2007 года.

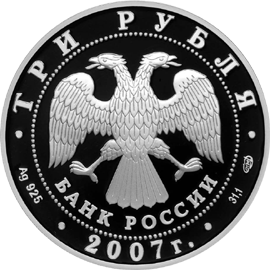
3-рублёвая монета 2007 года из серебра 925 пробы (аверс)
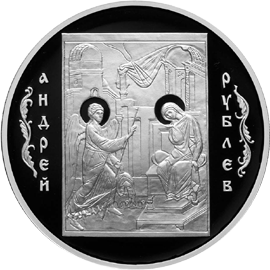
3-рублёвая монета 2007 года из серебра 925 пробы (реверс)
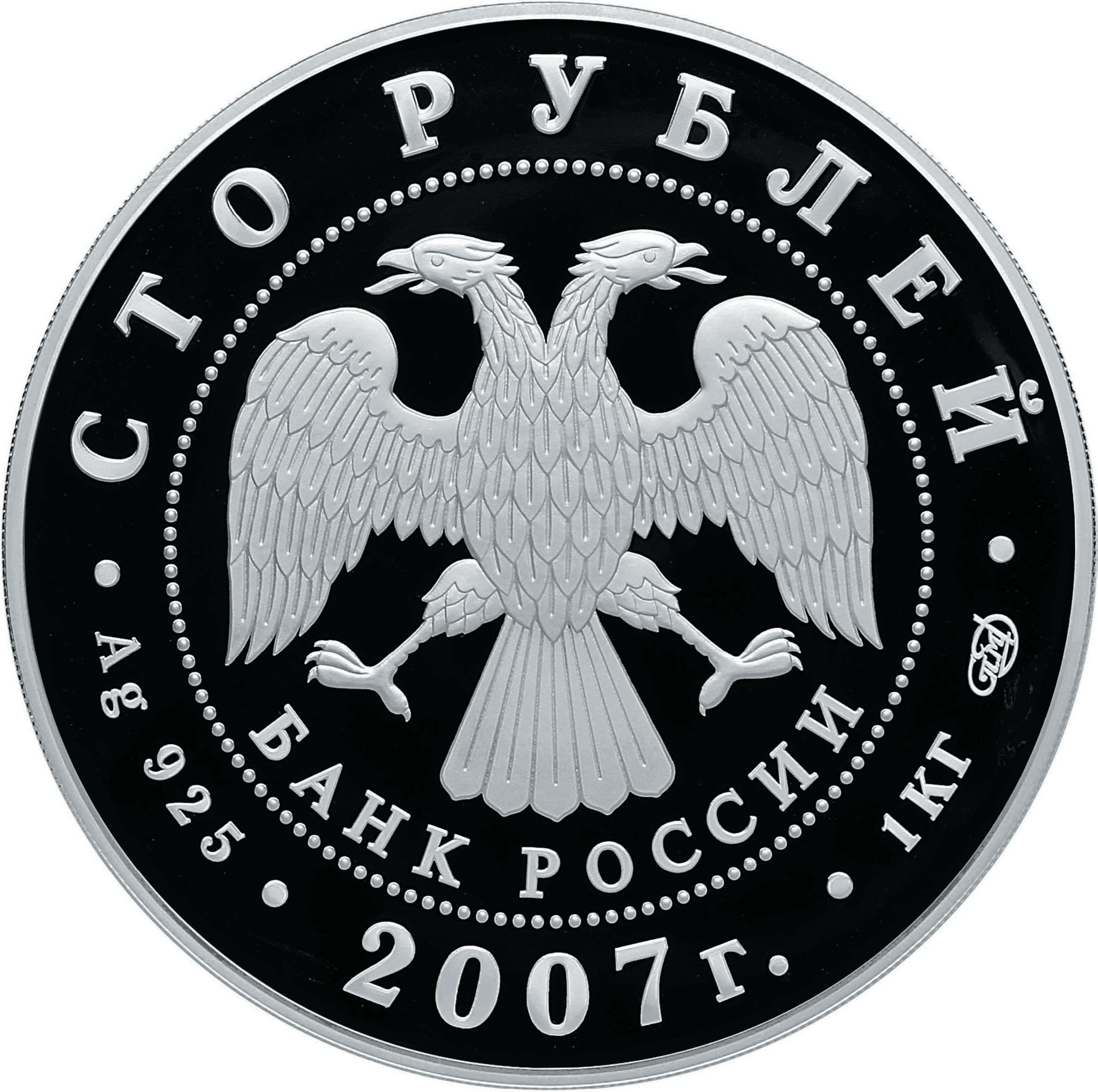
100-рублёвая монета 2007 года из серебра 925 пробы (аверс)
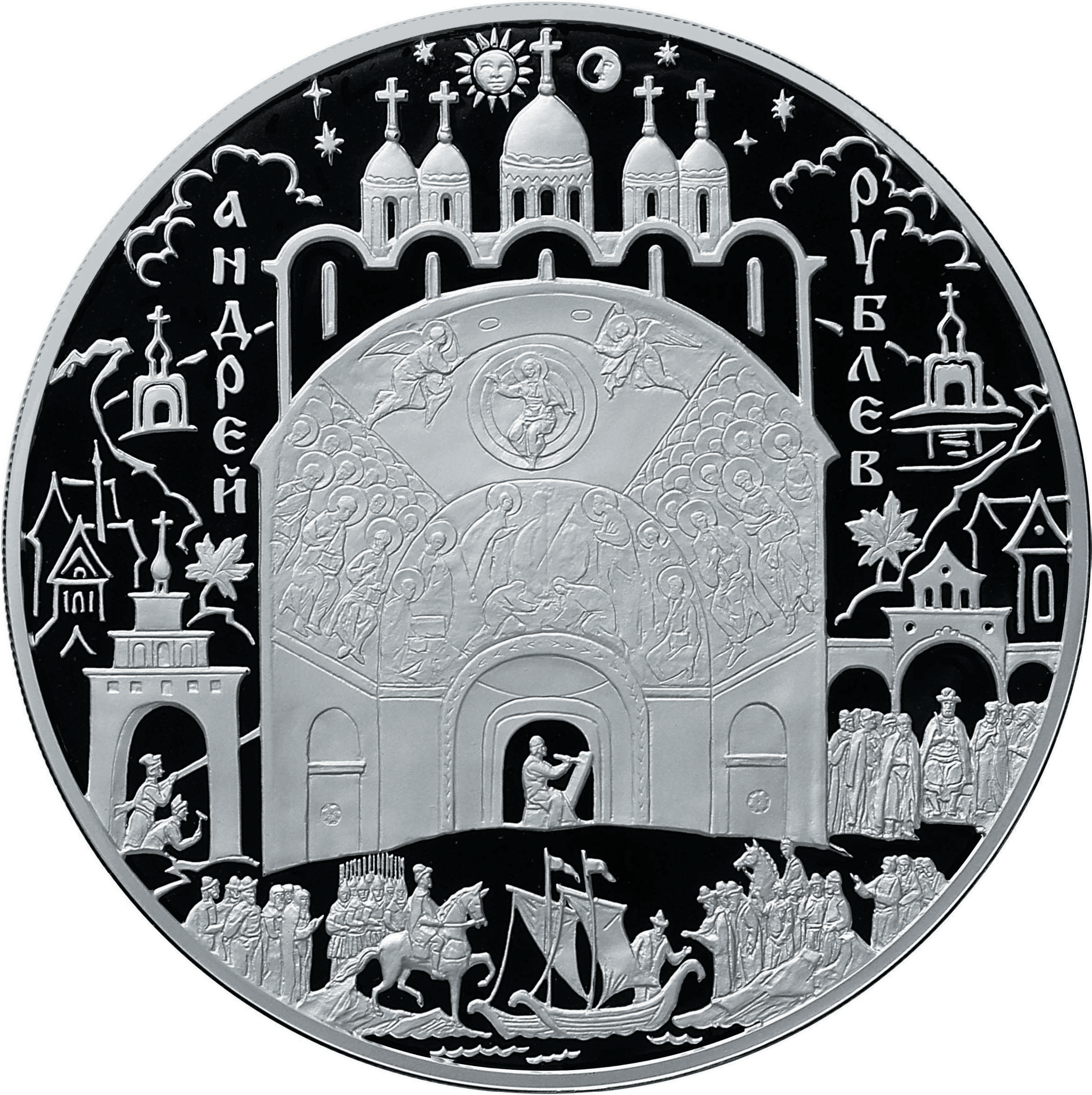
100-рублёвая монета 2007 года из серебра 925 пробы (реверс)

- Монета из серебра 925 пробы номиналом 3 рубля тиражом 10 000 штук.
- Монета из серебра 925 пробы номиналом 100 рублей тиражом 500 штук.
- Монета из золота 999 пробы номиналом 50 рублей тиражом 1 500 штук.
- Монета из золота 999 пробы номиналом 10 000 рублей тиражом 100 штук.

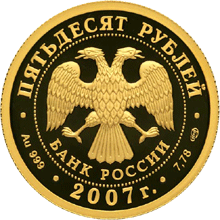
50-рублёвая монета 2007 года из золота 999 пробы (аверс)
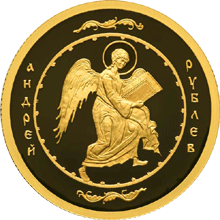
50-рублёвая монета 2007 года из золота 999 пробы (реверс)
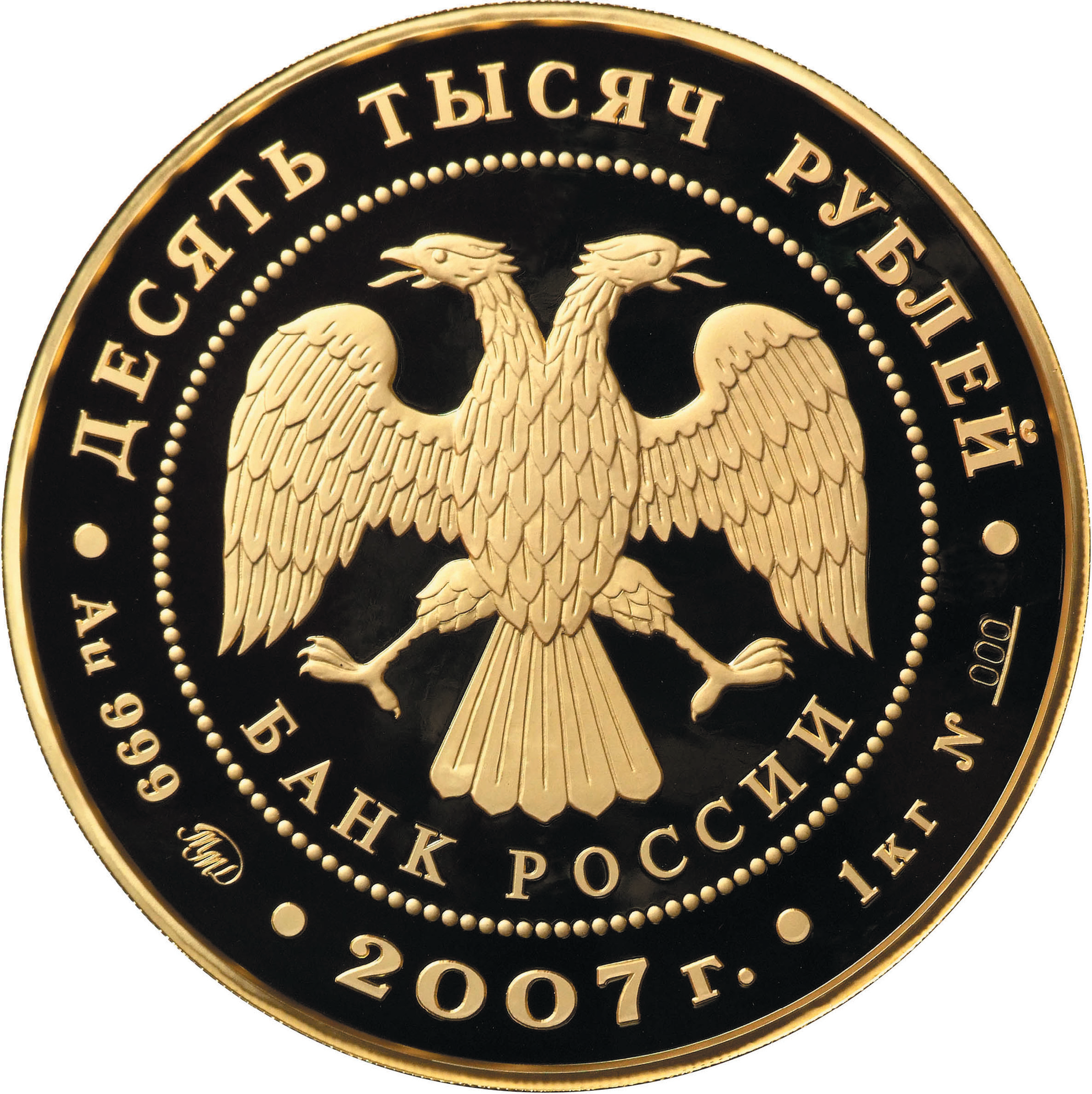
10 000-рублёвая монета 2007 года из золота 999 пробы (аверс)
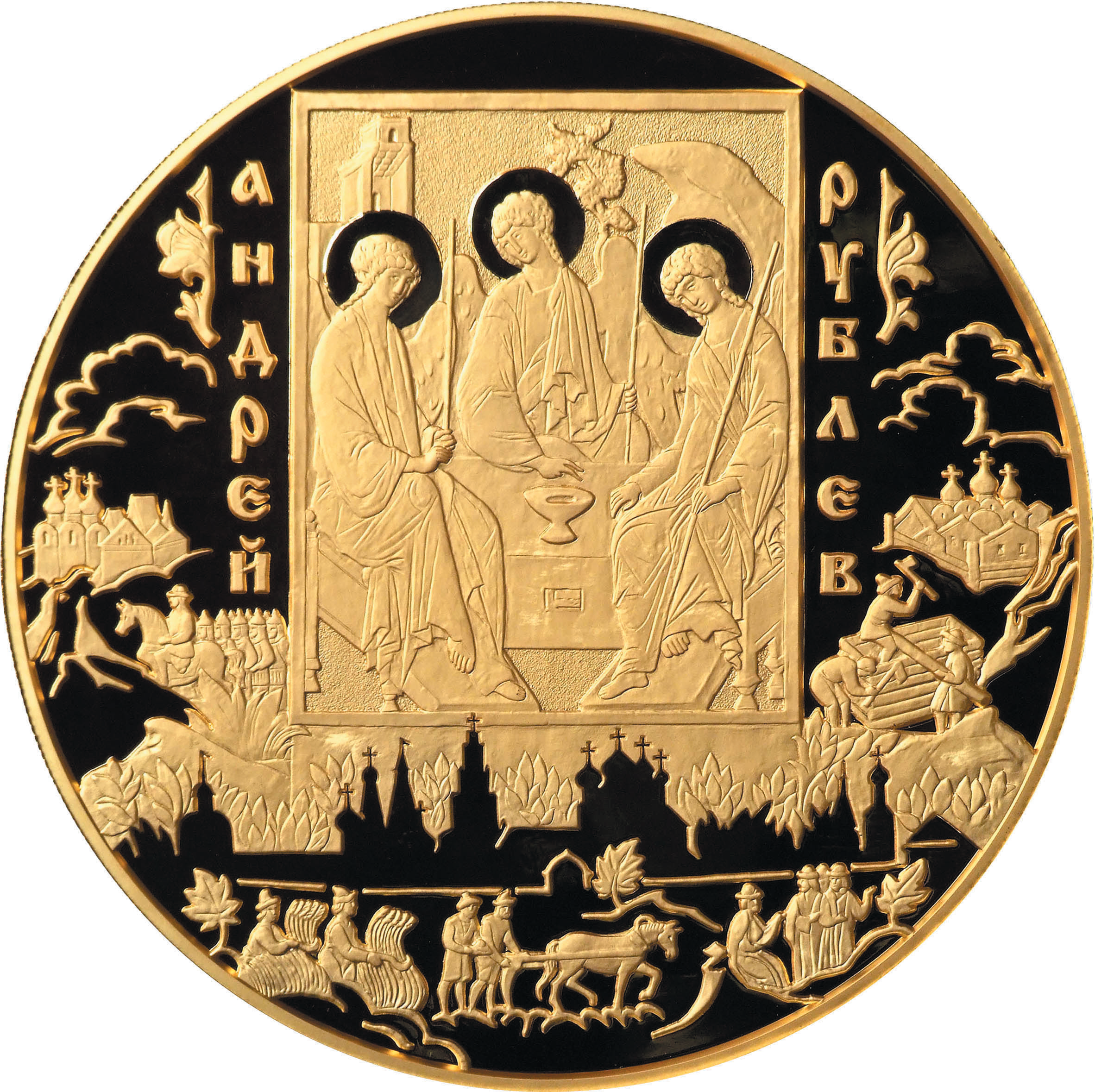
10 000-рублёвая монета 2007 года из золота 999 пробы (реверс)